# Ян Го и Маленькая Девушка-дракон
«Ян Го и Маленькая Девушка-дракон» (иер. трад. 楊過與小龍女, упр. 杨过与小龙女, кант.-рус.: Ён Куо ю Сиу Лун Нёй) — гонконгский кинофильм производства студии братьев Шао, в котором главные роли исполнили Лесли Чён и Юн Чинчин. Экранизация романа Цзинь Юна «Божественный орёл и товарищ-рыцарь».

## Сюжет
Сирота Ян Го случайно встречает Хуан Жун и Го Цзина, своих давно потерянных тётю и дядю. Оказывается, отец Го был плохим человеком, и, поэтому, пара опасается, что парень пойдёт по его стопам. Его отправляют в даосскую секту Цюаньчжэнь в надежде, что там Го станет праведным человеком. Однако там над ним издеваются ученики. Более того Го оказывается козлом отпущения из-за плана князя Ходу захватить боевой мир.
Смертельно раненный Ян Го спасается от преследователей в священном храме. Там парень встречает свою будущую наставницу, Маленькую Девушку-дракона, изучающую боевые искусства в уединении. Она с лёгкостью расправляется с противниками Го. Героиня собирается оставить юношу, когда её служанка уговаривает девушку залечить раны и взять Го его к себе в ученики.
Вскоре оба влюбляются друг в друга. У озера пара сталкивается с Оуян Фэном, знатоком стиля жабы, прыгающим на четвереньках и пытающегося научить Го своей технике. Старик выполняет трюк, после которого девушка теряет сознание, а затем он уводит Го. Не видя никого рядом, мечник Инь Чжипин использует шанс, чтобы изнасиловать девушку, и исчезает.
Когда девушка просыпается и видит возле себя Го, она настаивает, чтобы пара поженилась, на что Го отвечает согласием. Но, когда влюблённые успешно противостоят Ходу и привлекают внимание враждующих кланов своим союзом, к ним начинают относиться с подозрением и отвращением. Ян Го обвиняется в изнасиловании, поскольку заговорщики пытаются заставить его возлюбленную выйти замуж за истинного преступника, в то время, как Ходу сеет Хаос вместе со своим новым союзником Цзиньлунь Фаваном. Ян Го срывается со скалы, но, когда убитая горем возлюбленная сплачивает выживших, парень оказывается в огромном гнезде, где орёл обучает его владению мечом. Вскоре Го Цзин с супругой и Ян Го с Маленькой Девушкой-драконом столкнутся с Ходу и его людьми.

## В ролях
- Лесли Чён — Ян Го[англ.]
- Юн Чинчин[англ.] — Маленькая Девушка-дракон[англ.]
- Чэнь Гуаньтай — Го Цзин[англ.]
- Лиэнн Лау[англ.] — Хуан Жун[англ.]
- Тянь Ни[фр.] — Ли Мочоу[кит.]
- Лун Тяньсян[кит.] — Цзиньлунь Фаван[кит.]
- Ку Куньчун[кит.] — князь Ходу[кит.]
- Ку Фэн — Хун Цигун[англ.]
- Ло Ле — Оуян Фэн[англ.]
- Сунь Цзянь[кит.] — Цю Чуцзи
- Хун Саньнам — Инь Чжипин[кит.]
- Вон Лик — Чжао Чжицзин[кит.]
- Ева Лай[кит.] — Лу Ушуан[кит.]
- Чань Лау — Хуан Яоши[англ.]

## Мнения критиков
«Совершенно очаровательная сказка, «Маленькая Девушка-дракон» сочетает в себе амбициозное фехтование и резиновых монстров с волшебной историей любви, и исходит от режиссёра культовой классики «Китайский супермен» (1975)», — Эндрю Прагасам, сайт The Spinning Image.